# Qalʿat ar-Rahba
Qalʿat ar-Rahba (arabisch قلعة الرحبة, DMG Qalʿat ar-Raḥba) war eine Burg bei der syrischen Stadt al-Mayadin am Euphrat.

## Anlage
Die Anlage befindet sich auf einer isolierten Felsenkuppe am Ostrand der Wüste. Sie ist von einem tiefen Graben umgeben und besteht im Wesentlichen aus zwei mit rechteckigen Türmen bewehrten fünfeckigen Mauerringen und einem ebenfalls fünfeckigen Donjon. Mauern und Türme sind aus Basaltquadern errichtet, im inneren der Burganlage trägt das Ziegelmauerwerk mitunter geometrische Ornamentik mesopotamischer und persischer Tradition.

## Geschichte
Vermutlich bestand hier schon in abbasidischer Zeit im 10. Jahrhundert eine Wehranlage. Nach dem Tod des Großseldschuken-Sultans Malik-Schah I. 1092 ließ sich dessen Bruder Tutusch I. 1093 in der Qalʿat ar-Rahba zum Sultan ausrufen und setzte sich als Herrscher Syriens durch.
1103 gelangte die Burg durch einen Tausch in den Besitz von Tutuschs Sohn Duqaq. 1105 wird sie erwähnt, als Duqaqs Bruder Artasch, der erst 12-jährige Thronprätendent von Damaskus, nach der Niederlage der Muslime in der dritten Schlacht von Ramla aus Damaskus hierher floh.
1117 befand sich die Burg im Besitz von Aq Sunqur al-Bursuqi, dem Atabeg von Mosul. Nach 1128 gelangte sie unter die Kontrolle der Zengiden. Nur ad-Din (reg. 1146–1174) ließ die scheinbar erheblich beschädigte Anlage grundlegend neubauen, ein Onkel Nur ad-Dins beaufsichtigte die Bauarbeiten.
Der Mamluken-Sultan Baibars I. nutzte die Burg im 13. Jahrhundert als wichtigen Stützpunkt bei der Abwehr der mongolischen Ilchane. 1267 hielt sie einer Belagerung der Mongolen stand.
Die Qalʿat ar-Rahba hielt jedoch ebenso wenig wie die Qalʿat Dschaʿbar den Einfällen der mongolischen Timuriden stand und wurde um 1401 endgültig aufgegeben. Von der ihrerzeit imposanten Anlage sind sehenswerte Ruinen erhalten.